# Tomi Kallio
Tomi Kristian Kallio (Turku, 27 gennaio 1977) è un hockeista su ghiaccio finlandese.

## Palmarès

### Mondiali
- 5 medaglie:
  - 3 argenti (Norvegia 1999; Germania 2001; Russia 2007)
  - 2 bronzi (Russia 2000; Lettonia 2006)